# FAUR L45H

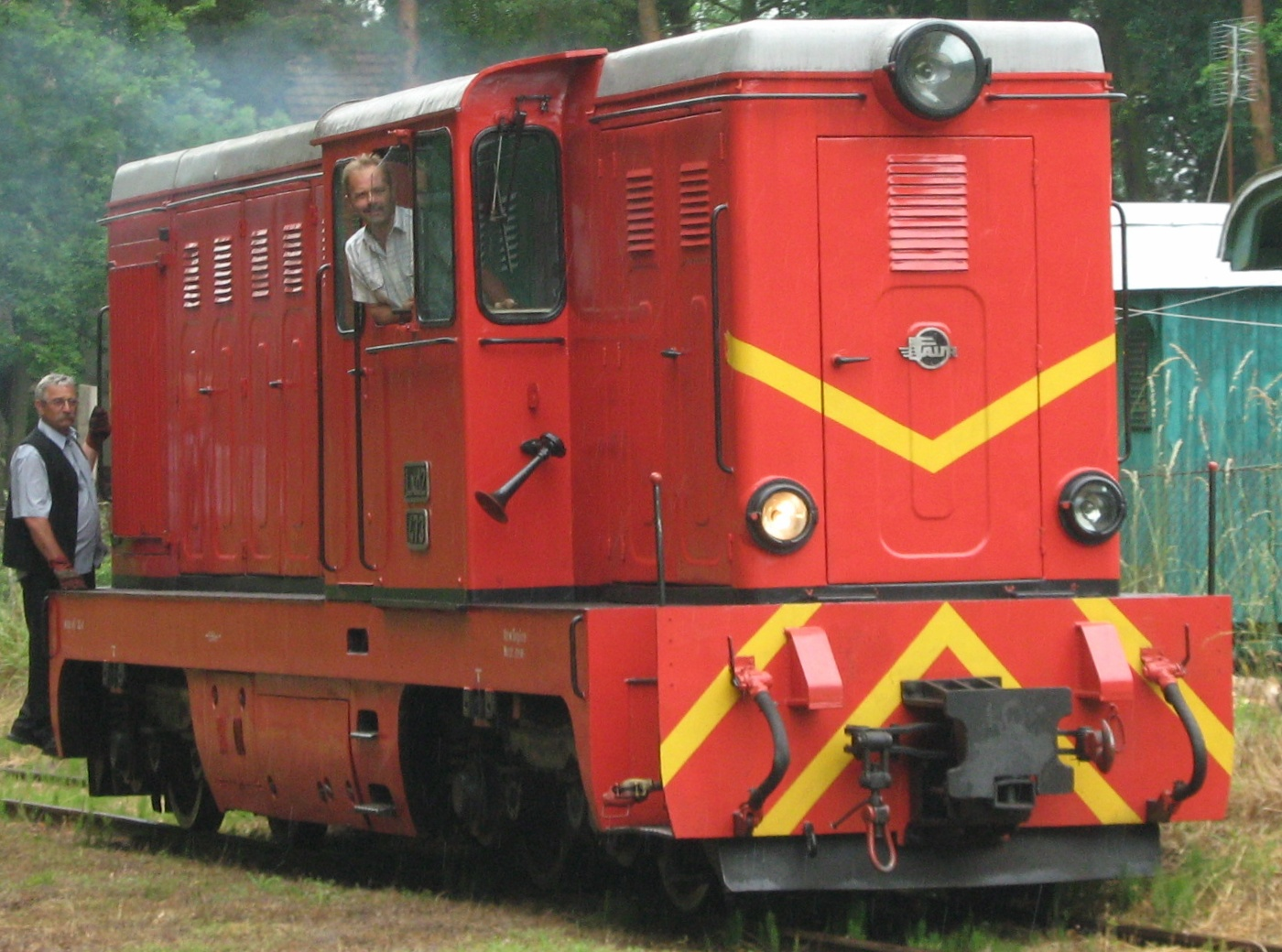
Lxd2-473 pracująca w Gryfickiej Kolei Wąskotorowej

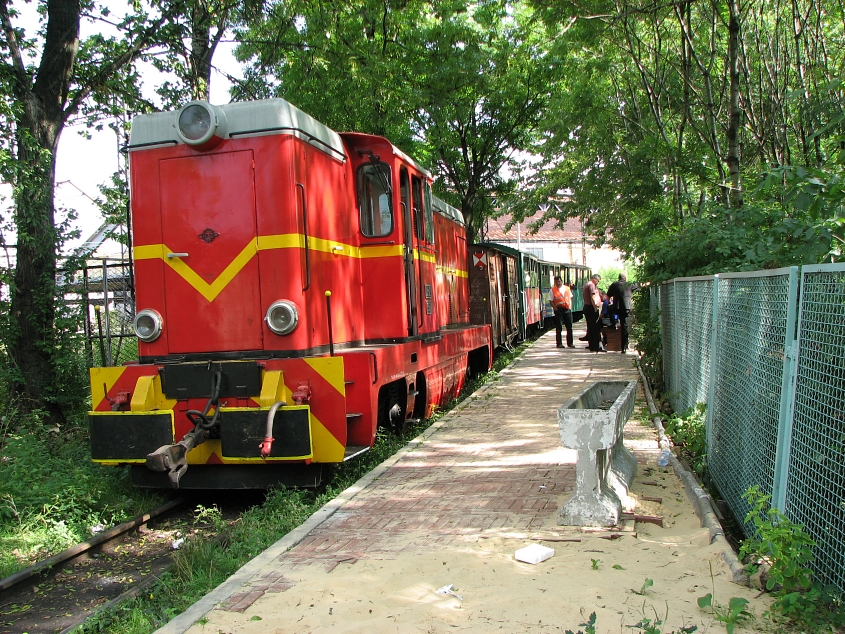
Pociąg Górnośląskich Kolei Wąskotorowych na stacji Bytom Wąskotorowy

Lxd2 (oznaczenie fabryczne L45H) – wąskotorowa lokomotywa spalinowa produkowana w latach 1964–1990 przez rumuńskie zakłady FAUR w Bukareszcie, eksploatowana w Polsce na kolejach wąskotorowych. Zbudowano ok. 400 sztuk lokomotyw rodziny L35H/L45H.
Lokomotywy L35H i L45H to wąskotorowe lokomotywy spalinowe na rozstaw szyn od 740 do 1067 mm. Z zewnątrz są prawie nie do odróżnienia – największa różnica to zastosowanie mocniejszego silnika w L45H (450 KM) niż w lokomotywach L35H i L35H-MT (350 KM). Do Polski trafiały tylko wersje L45H. Pierwsze lokomotywy tego typu rozpoczęły służbę w 1968 roku na szlakach Górnośląskich Kolei Wąskotorowych zastępując mocno wysłużone parowozy serii Tw47 oraz Tw53.

## Eksploatacja
Polskie Koleje Państwowe zakupiły ogółem 165 sztuk tych lokomotyw, w tym 111 szt. na tor 750 mm (numery inwentarzowe od 239 do 349), 25 szt. na tor 785 mm (numery od 351 do 375) i 29 szt. na tor 1000 mm (numery od 451 do 479). Otrzymały one na PKP numery w serii Lxd2, oznaczającej czteroosiowe lokomotywy spalinowe z silnikiem wysokoprężnym i przekładnią hydrauliczną. Lokomotywy te należały do najsilniejszych wąskotorowych lokomotyw w Polsce. Miały spokojny bieg, płynną regulację prędkości nastawnikiem jazdy. Główną wadą tych lokomotyw jest spore zużycie paliwa, związane przede wszystkim z zastosowaniem silnika ze wstępną komorą spalania. Wada ta została znacznie ograniczona poprzez zabudowę silnika 71H12A, który ma wtrysk bezpośredni.
Lokomotywy Lxd2 jeździły po torach prawie wszystkich kolei dojazdowych eksploatowanych przez PKP; obecnie czynne egzemplarze stacjonują na większości czynnych do dzisiejszych czasów kolei. Zdatne do ruchu lokomotywy Lxd2 stacjonują w lokomotywowniach w Gryficach (Lxd2-471, 472, 473, 479), Koszalinie (Lxd2-476, 468, 475), Piasecznie (Lxd2-454, 465), Bytomiu-Karbiu (Lxd2-352, 359, 364, 372, 374, 375, 322), Rudach (Lxd2-354, 357,373), Zbiersku, Śmiglu, Krośniewicach, Przeworsku (Lxd2-257, 268, 334), Karczmiskach, Jędrzejowie, Nowym Dworze Gdańskim (Lxd2-294, 315, 325), Gnieźnie (Lxd2-313, 343, 344, 369) i Rogowie (Lxd2-249, 264, 265, 309, 316, 340). W trakcie remontu jest lokomotywa z lokomotywowni Cisna-Majdan oraz Ełku.
Lxd2 znajdują się także na nieczynnych kolejach oraz kolejach w likwidacji – są one poodstawiane w lokomotywowniach, jak w Mławie, lub demontowane i złomowane. Kilka lokomotyw przetransportowano na inne koleje wąskotorowe. Dawniej te lokomotywy stacjonowały również w Piotrkowie Trybunalskim czy Dobrej Nowogardzkiej.
Lokomotywy Lxd2 można także zobaczyć w muzeach-skansenach w Sochaczewie, Rudach Raciborskich oraz na Wystawie Pomorskich Kolei Wąskotorowych – gryfickiej filii Muzeum Narodowego w Szczecinie. Kilka sztuk Lxd2 sprzedano za granicę między innymi do Czech i Niemiec.
Oprócz lokomotyw Lxd2 jeżdżących na torach PKP, na terenie Polski do dziś jeżdżą lokomotywy L45H w zakładach przemysłowych. Oprócz 165 szt. lokomotyw dla PKP do Polski trafiło bowiem co najmniej 34 szt., które zakupiły różne gałęzie przemysłu. Lokomotywy te często były nieznacznie zmodyfikowane na zlecenie zamawiającego.
Lokomotywy z rodziny L45H, L35H i L35H-MT najliczniej występowały w Polsce, ale także w innych krajach, głównie byłego bloku wschodniego, m.in. w Rumunii, na Węgrzech (jako seria Mk45) i w Bułgarii, ale także poza granicami Europy, np. w Egipcie, Tunezji i Iraku.

## Charakterystyka
Lokomotywa L45H posiada dwa wózki dwuosiowe (układ osi B’B’). Pudło lokomotywy składa się z długiego przedziału maszynowego w przedniej części i krótszego przedziału maszynowego w tylnej części oraz kabiny sterowniczej między nimi, wystającej poza obrys przedziałów maszynowych jedynie na boki. Kabina sterownicza wyłożona jest izolacją dźwiękochłonną i posiada dwoje drzwi bocznych. Pulpity sterownicze znajdują się z prawej strony dla każdego kierunku jazdy. W przednim przedziale mieści się silnik spalinowy, układ chłodzenia, trójfazowy alternator, sprężarka powietrza, przekładnia hydrauliczna, przekładnia nawrotna i dodatkowa, zbiornik paliwa dobowego zużycia (100 l), zbiornik wody układu chłodzenia silnika o pojemności (100 l), układ wylotu spalin, przewody paliwowe, urządzenia układu hydrostatycznego napędu wentylatora układu chłodzenia. W tylnym przedziale szafa osprzętu elektrycznego, główny zbiornik paliwa (1500 l), dwa zbiorniki powietrza (190 l) i podgrzewacz wody WEBASTO, a w nowszych VAPOR. (do celów podgrzewania silnika i ogrzewania kabiny). Napęd oryginalnie stanowił silnik wysokoprężny MB 836Bb o mocy 450 KM (330 kW). Napęd z silnika przenoszony jest za pomocą przekładni hydrodynamicznej TH1-V1 typu Voith do przekładni dodatkowej zblokowanej z przekładnią nawrotną, dalej za pomocą wałów na przekładnie osiowe, z zębatymi kołami stożkowymi. Przekładnia hydrauliczna posiada dwa przetworniki momentu obrotowego – przy rozruchu i małych szybkościach działa przetwornik rozruchowy, a przy wyższych szybkościach przetwornik jazdy. Wózki mają hamulce pneumatyczne. Lokomotywa posiada sprężarkę dwustopniową do układu hamulcowego, sterowania i urządzeń pomocniczych, jak syreny, wycieraczki szyb na oknach czołowych i piasecznice.

### Dane techniczne eksploatowanej w Polsce lokomotywy L45H
- układ osi: B’B’
- szerokość toru: 750, 785, 1 000 mm
- długość: 10 620 mm (dla toru 750 mm) lub 10 240 mm (dla pozostałych szerokości torów)
- szerokość: 2300 mm
- wysokość: 3100 mm
- odległość między osiami wózka: 1700 mm
- średnica kół: 750 mm
- silnik:
  - wysokoprężny turbodoładowany Maybach MB 836Bb rzędowy, 6 cylindrowy o mocy 450 KM (330,8 kW) przy 1450 obr./min, pojemność skokowa 29,6 dm³, średnica cylindra 175 mm, skok tłoka 205 mm[3]
  - lub Henschel Wola H-12 o mocy 505 KM 12-cylindrowy widlasty (na lokomotywach modernizowanych w Polsce)[4]
- przekładnia: hydrokinetyczna TH1-V1
- prędkość konstrukcyjna: 36 km/h
- siła pociągowa ciągła przy szybkości 7,5 km/h: 7600 kG (74,5 kN)[3]
- siła pociągowa rozruchowa: 10 500 kG (102,9 kN)[3]
- promień łuku: 45 m (na bocznicach do 35 m)[3]